# 666 (Aphrodite’s-Child-Album)
666 (The Apocalypse of John, 13/18) ist ein Konzeptalbum der Gruppe Aphrodite’s Child.

## Geschichte
Das Album gilt als eines der frühen Kultalben der Rock-Geschichte und ist unter Fans noch heute populär. Es hatte kleinere Hits mit den Stücken Four Horsemen und Break.
Vordergründig ist das Album eine Adaption von Abschnitten der Offenbarung des Johannes (666), in der Lyrik und im Aufbau jedoch sehr experimentell gestaltet.
Vangelis konzipierte das Werk in Zusammenarbeit mit dem Lyriker und Regisseur Costas Ferris. Die Musik, die Vangelis schrieb, war viel psychedelischer und stärker am Progressive Rock orientiert als alles, was die Band vorher veröffentlicht hatte. Die Musik selbst ist ein eindrucksvoller Beleg für Vangelis’ Fähigkeit, psychedelischen und progressiven Rock mit ethnischen Instrumenten, einem Chor sowie dem hoch entwickelten Gebrauch des Synthesizers zu kombinieren. Eingespielt wurde das Werk bereits 1970 im Europasonor Studio in Paris, das später Pink Floyd für die Aufnahmen zu Meddle und The Dark Side of the Moon diente.
Kurz vor der Veröffentlichung setzte ein langer Streit mit Mercury Records über den Inhalt des Albums ein. Das Musiklabel widersetzte sich vor allem der Veröffentlichung des Liedes ∞ (Unendlichkeit), dessen Text sie als obszön betrachtete; in diesem Lied wiederholt die Schauspielerin Irene Papas die Worte „I was, I am, I am to come“ immer wieder in mehr oder weniger hysterischer Weise, während Vangelis sie perkussiv begleitet – unschwer als die musikalische Präsentation eines Geschlechtsaktes zu begreifen. Dass es veröffentlicht werden konnte, war dem Umstand zu verdanken, dass man sich mit der Plattenfirma darüber verständigen konnte, die Länge des Songs von 39 auf 5 Minuten verkürzt wiederzugeben.
Letztlich wurde das Album 1972 veröffentlicht. Mit der Zeit wurde es als eines der bedeutendsten Alben des frühen Progressive Rock anerkannt und gilt als Musterbeispiel eines Konzeptalbums. Durch 666 wurden auch andere Musiker auf Vangelis aufmerksam, der 1974 nach dem Weggang von Rick Wakeman ein Angebot von Jon Anderson bekam, Mitglied der Band Yes zu werden.
Einige Stücke des Albums wurden von der Band The Bollock Brothers auf deren 1985 erschienenen Album The 4 Horsemen of the Apocalypse gecovert, finden sich dort aber nicht immer richtig ausgewiesen.

## Albumstücke

### Seite 1
1. The System – 0:23
2. Babylon – 2:47
3. Loud, Loud, Loud – 2:42
4. The Four Horsemen – 5:53
5. The Lamb – 4:34
6. The Seventh Seal – 1:30

### Seite 2
1. Aegian Sea – 5:22
2. Seven Bowls – 1:28
3. The Wakening Beast – 1:11
4. Lament – 2:45
5. The Marching Beast – 2:00
6. The Battle of the Locusts – 0:56
7. Do It – 1:44
8. Tribulation – 0:32
9. The Beast – 2:26
10. Ofis – 0:14

### Seite 3
1. Seven Trumpets – 0:35
2. Altamont – 4:33
3. The Wedding of the Lamb – 3:38
4. The Capture of the Beast – 2:17
5. ∞ – 5:15
6. Hic et Nunc – 2:55

### Seite 4
1. All the Seats Were Occupied – 19:21
2. Break – 2:59